# Evrensel
Evrensel (en turc: Universel) est un quotidien turc fondé en 1997. Il est proche du Parti du travail (EMEP).

## Histoire
Evrensel est fondé en 1997 par des membres et des sympathisants du Parti du travail (EMEP).

## Orientations et structures
Le quotidien suit une orientation de type socialiste. Il donne une grande place aux thématiques des luttes syndicales. Il accorde une grande importance aux différents mouvements de revendications et de protestation qui ont lieu en Turquie.

### Formes
L'édition dominicale du journal comprend des suppléments pour les jeunes (Genç Hayat), pour les femmes (Ekmek ve Gül) et un supplément appelé « Pazar Sayfalari » (Les pages du dimanche).

### Tirage
Evrensel a un tirage d'environ 8 000 exemplaires.

### Édition numérique
Le 26 février 2010, le journal lance la nouvelle version de son site internet. Selon Mustafa Kuleli, cette nouvelle version était une nécessité pour « proposer une information plus rapidement » et « être en adéquation avec notre époque ». 
Avec cette nouvelle version, le site espère passer de 8 000 à plus de 20 000 visites par jour.